# Na sbandata - Vol. 7
'Na sbandata - Vol. 7 è il settimo album in studio del cantante napoletano Patrizio, pubblicato nel 1981 dalla Zeus Records.

## Tracce
1. 'na Sbandata
2. Nunn è possibile
3. Povero figlio
4. Cercammo e c ia scurda
5. Scordame
6. Vieneme nzuonno mamma
7. E pasturielle
8. Chi sa pecche
9. Tengo vint’anne
10. È difficile
11. Perdoname
12. Vola cardillo